# Partido Encuentro Solidario
El Partido Encuentro Solidario (PES) fue un partido político mexicano afín a las ideas de ideología de derecha y de la derecha cristiana existente entre 2020 y 2021. El 21 de febrero de 2020, la asociación entregó su solicitud para ser partido político al  Instituto Nacional Electoral (INE) y, el 3 de septiembre del mismo año, la Comisión de Prerrogativas y Partidos Políticos del INE propuso la creación de Encuentro Solidario como partido político nacional. En la noche del 4 de septiembre de 2020, con 6 votos a favor y 5 en contra, el Consejo General del INE otorgó a Encuentro Solidario su registro como partido político nacional.
Encuentro Solidario es el partido sucesor del Partido Encuentro Social luego de que este último perdiera su registro como partido político nacional después de los comicios de 2018.

Estados donde el partido conserva su registro estatal.

En las elecciones federales de 2021 el Partido Encuentro Solidario no alcanzó el 3% de la votación emitida, requisito necesario para mantener su registro como partido político. En consecuencia el Instituto Nacional Electoral le retiró su registro como partido político el 30 de agosto de 2021.

## Partido político estatal en el país
El PES mantuvo su registro como partido político estatal en los estados de Baja California, Chiapas,  Colima,Michoacán, Sonora y Zacatecas.
En 2023 recuperó su registro como partido político estatal en los estados de Baja California Sur, Campeche, Nuevo León, San Luis Potosí y Sinaloa.
Luego de las elecciones de 2024 únicamente pudo conservar el registro en Baja California. 
| Estado              | Partido | Partido                                            | Fundación | Disolución | Información adicional            |
| ------------------- | ------- | -------------------------------------------------- | --------- | ---------- | -------------------------------- |
| Baja California     | ]       | Partido Encuentro Solidario de Baja California     | 2021      | Activo     |                                  |
| Baja California Sur |         | Partido Encuentro Solidario de Baja California Sur | 2023      | 2024       | No alcanzó el 3% de la votación. |
| Campeche            |         | Partido Encuentro Solidario de Campeche            | 2023      | 2024       | No alcanzó el 3% de la votación. |
| Chiapas             |         | Partido Encuentro Solidario de Chiapas             | 2021      | 2024       | No alcanzó el 3% de la votación. |
| Colima              |         | Partido Encuentro Solidario de Colima              | 2021      | 2024       | No alcanzó el 3% de la votación. |
| Nuevo León          |         | Partido Encuentro Solidario de Nuevo León          | 2023      | 2024       | No alcanzó el 3% de la votación. |
| Michoacán           |         | Partido Encuentro Solidario de Michoacán           | 2021      | 2024       | No alcanzó el 3% de la votación. |
| San Luis Potosí     |         | Partido Encuentro Solidario de San Luis Potosí     | 2023      | 2024       | No alcanzó el 3% de la votación. |
| Sinaloa             |         | Partido Encuentro Solidario de Sinaloa             | 2023      | 2024       | No alcanzó el 3% de la votación. |
| Sonora              |         | Partido Encuentro Solidario de Sonora              | 2021      | 2024       | No alcanzó el 3% de la votación. |
| Zacatecas           |         | Partido Encuentro Solidario de Zacatecas           | 2021      | 2024       | No alcanzó el 3% de la votación. |

## Resultados electorales

### Cámara de diputados
| Elección | Legislatura | Votos     | Porcentaje      | Mayoría relativa | Plurinominales | Escaños | Posición           | Presidencia                 |
| -------- | ----------- | --------- | --------------- | ---------------- | -------------- | ------- | ------------------ | --------------------------- |
| 2021     | LXV         | 1 352 544 | \| \| 2.75 % \| | 0                | 0              | 0/500   | Extraparlamentario | Andrés Manuel López Obrador |
|          | 2.75 %      |           |                 |                  |                |         |                    |                             |